# Pirottaea symphyti
Pirottaea symphyti är en svampart som beskrevs av Nannf. 1985. Enligt Catalogue of Life ingår Pirottaea symphyti i släktet Pirottaea, ordningen disksvampar, klassen Leotiomycetes, divisionen sporsäcksvampar och riket svampar, men enligt Dyntaxa är tillhörigheten istället släktet Pirottaea, familjen Dermateaceae, ordningen disksvampar, klassen Leotiomycetes, divisionen sporsäcksvampar och riket svampar. Artens status i Sverige är: Osäker förekomst. Inga underarter finns listade i Catalogue of Life.